# Горбенко, Дмитрий Филиппович
Дми́трий Фили́ппович Горбе́нко (24 октября 1907 года, Анновка — 7 мая 1945 года, Дрезден) — гвардии старший сержант; полный кавалер ордена Славы.

## Биография
Дмитрий Филиппович Горбенко родился 24 октября 1907 года в селе Анновка (ныне в черте села Валуевка), в крестьянской семье. Украинец; получил начальное образование. До войны работал полеводом колхоза им. С. М. Будённого в селе Кировка.
- Март 1944 — призван в ряды Красной Армии г. Хмелевским РВК, Хмелевский район Кировоградской области Украинской ССР, СССР.
- Апрель 1944 — начал участие в боях Великой Отечественной войны.

Гвардии старший сержант. Командир стрелкового отделения 2-го батальона 34-го гвардейского стрелкового полка (13-я гвардейская Полтавская ордена Ленина дважды Краснознаменная ордена Суворова стрелковая дивизия, 32-й гвардейский Одерский стрелковый корпус, 5-я гвардейская армия, 1-й Украинский фронт).

Даты указов о награждении орденами Славы:
1. 26 января 1945 года; орден № 265929: «гвардии младший сержант Горбенко 4 января 1945 г. при наступлении у села Корытница (10 км северо-западнее г. Сташув, Польша) поднял подчиненных в атаку и первым ворвался во вражескую траншею, уничтожив 3 гитлеровцев; награждён орденом Славы 3 степени»[1].
2. 26 февраля 1945 года: «14 января 1945 г. в бою за населенный пункт Михайлув (20 км юго-восточнее г. Енджеюв, Польша) воины отделения под его командованием уничтожили гранатами в траншее свыше 20 гитлеровцев. Лично Горбенко разрушил гранатами дзот, чем способствовал занятию подразделением более выгодного рубежа; награждён орденом Славы 2 степени».
3. 15 мая 1946 года: «18—19 апреля 1945 г. при форсировании реки Шпрее в районе населённого пункта Траттендорф (1,5 км южнее города Шпремберг, Германия) гвардии старший сержант Горбенко заменил выбывшего из строя командира взвода и повёл бойцов в атаку. Ворвавшись в траншею противника, в рукопашном бою уничтожил 6 гитлеровцев; двоих взял в плен»: «за образцовое выполнение боевых заданий командования в боях с немецко-фашистскими захватчиками на завершающем этапе Великой Отечественной войны гвардии старший сержант Горбенко Дмитрий Филиппович награждён орденом Славы 1-й степени.»

Убит в бою 7 мая 1945 г. в Дрездене.
Похоронен в селе Вайссиг (ныне район Баутцен, дирекционный округ Дрезден, земля Саксония, Германия).

## Награды
- Полный кавалер ордена Славы.
- 12 марта 1945 года — орден Красной Звезды,
- 23 февраля 1945 года — медаль «За отвагу»[3].

## Память
В селе Миролюбовка =Кировоградской области установлена мемориальная доска.